# مرغ غتشي
مرغ غتشي هي قرية في مقاطعة أصفهان، إيران. يقدر عدد سكانها بـ 351 نسمة بحسب إحصاء 2016.